# Białucki
Białucki – polski herb szlachecki.

## Opis herbu
W polu barwy niewiadomej strzała bez opierzenia, rozdarta. W rozdarciu półksiężyc, nad którym gwiazda.
Brak informacji o klejnocie nad hełmem w koronie.

## Historia herbu
Z 1613 roku pochodzi wzmianka o Wojciechu Białuckim, ziemianinie kijowskim.

## Herbowni
Białucki.